# Жан Віктор Одуен
Жан Віктор Одуен (фр. Jean Victor Audouin; 1797—1841) — французький натураліст, орнітолог та ентомолог.

## Біографія
Одуен вивчав медицину і в 1824 став асистентом ентомолога П'єра Андре Латрейля (1762—1833) в Музеї природної історії в Парижі. У 1833 він став професором ентомології, а в 1838 членом Академії наук в Парижі.
Найважливіша праця Одуена «Історія комах — шкідників винограду» (фр. Histoire des insectes nuisibles à la vigne) була закінчена і опублікована після його смерті в 1842 зоологами Анрі Мільн-Едвардсом (1800—1885) і Шарлем Емілем Бланшаром (1819—1900). Більшість своїх творів Одуен публікував у журналі «Annales des sciences naturelles», який він заснував у 1824 році разом з ботаніком Адольфом Теодором Броньяром (1801—1876) та хіміком Жаном Батістом Дюма (1800—1884). Також багато статей Одуена з'являлися в журналі «Annales de la Société entomologique de France», який він створив у 1832 році.
Одуен був співавтором Dictionnaire classique d'histoire naturelle (1822—30) і разом з Анрі Мільн-Едвардсом вивчав морську фауну на французькому узбережжі. Він також доповнив розділ про птахів у книзі натураліста Жюля Сезара Савіньї (1777—1851) «Description de l'Égypte» (1826).
Французький зоолог Шарль Перодо (фр. Charles Payraudeau, назвав у 1826 році на честь Одуена чайку (Larus audouinii).

## Праці
- Histoire des insectes nuisibles à la vigne. Fortin & Masson, Париж 1842 pm
- Traité élémentaire d'entomologie. Mairet & Fournier, Париж 1842 pm
- Notice sur les recherches d'entomologie agricole. Париж 1838.
- Les insectes. Fortin & Masson, Париж 1836-49 pm
- Hemipteres. Париж 1835.
- Histoire naturelle des insectes. Pillot, Париж 1834-37.
- Notice sur ses travaur. Париж 1833.
- Recherches pour servir à l'histoire naturelle du littoral de la France. Crochard, Париж 1832-34.
- Résumé d'Entomologie. Bachelier, Париж 1828/29.
- Recherches anatomiques et fisiologiques sur la circulation dans les crustacés. Thuau, Париж 1827.
- Prodrome d'une histoire naturelle, chimique, pharmaceutique, et médicale des cantharides. Париж 1826.
- Dictionnaire classique d'histoire naturelle. Rey, Париж 1822-30.